# “彼女”になりたかった日
「“彼女”になりたかった日」（かのじょになりたかったひ）は、日本の女性シンガーソングライターである西脇唯の4枚目のシングル。

## 収録曲
- 全作詞・作曲：西脇唯

1. “彼女”になりたかった日 (4:57)
  - 編曲：清水信之
  - テレビ朝日系月曜ドラマ『クニさんちの魔女たち』エンディングテーマ
  - FM8021994年6月度ヘヴィー・ローテーション
2. いちばんやさしい風はあなたが持っている (5:40)
  - 編曲：新川博
  - 郵便局 簡易保険CMイメージソング
3. “彼女”になりたかった日 (KARAOKE) (4:57)
4. いちばんやさしい風はあなたが持っている (KARAOKE) (5:37)

## テレビ披露
- ミュージックステーション（テレビ朝日、1994年6月3日）[1]